# 雅克·皮克
雅克·皮克（法語：Georges Blanc，1932年10月31日—1992年9月19日）出生於法國奥弗涅-罗讷-阿尔卑斯大区阿爾代什省的聖佩賴，是法式料理的廚師。

## 生平
雅克·皮克出生在經營餐廳的家族，從祖母蘇菲·皮克（法語：Sophie Pic）就已經創業，在雅克·皮克出生的時候，已經由他的父親安德烈·皮克（法語：André Pic）負責經營，原先他們在瓦朗斯市郊的阿爾代什山經營Auberge du pin餐廳，當他兩歲的時候，家族決定把餐廳從市郊搬到瓦朗斯市區，並且將名稱改為Maison Pic餐廳，1934年雅克·皮克獲得米其林指南三星評鑑，雅克·皮克當他七歲的時候，看到父親在廚房的工作情況，對於烹飪沒有特別的感情，他反而喜歡汽車修護的工作，甚至從青少年時期，就已經當汽車修護的學徒。
不過好景不常，Maison Pic餐廳在1946年被米其林指南摘掉一星、1950年又被摘掉第二星，因此雅克·皮克1956年決定回來接任父親的工作，經過一段時間的努力，Maison Pic餐廳在1973年又重新站回米其林指南三星評鑑。
1992年雅克·皮克過世之前，由他的兒子阿蘭·皮克（法語：Alain Pic）接任Maison Pic餐廳，但是接班的狀態並不理想，又被米其林指南摘掉一星，1997年由雅克·皮克的女兒安妮-索菲·皮克接管廚房，經過十年的努力之後，終於在2007年的時候，重新獲得米其林指南三星評鑑。

## 相關連結
- Maison Pic官方網站 （页面存档备份，存于）